# Grad Rabenštajn
Grad Rabenštajn, je bil nekdanji kamnit grad na hribu 300 m južno od trškega naselja Šentpavel v Labotski dolini na Koroškem na 691 m visokem skalnatem hribu, ki se spušča na tri strani. Pozidali so ga okoli leta 1100 za zaščito samostana sv. Pavla v Labotski dolini. Po požaru leta 1636 je propadel. Obstoječe ruševine so zavarovali od konca 20. stoletja.

## Zgodovina
Rabenštajnski hrib je bil poseljen že v bronasti in železni dobi. Zlasti lokacija na strateškem in klimatsko idealnem mestu je omogočila dokumentirano naselitev od prazgodovine do zgodnjega modernega časa. Leta 1091 je Engelbert I., grof Spanheimski ustanovil samostan sv. Pavla v Labotski dolini in zgradil grad, ki naj bi samostanu služil kot zaščita. Po Engelbertovi smrti leta 1096 je to prešlo na njegovega sina Siegfrieda II., grofa v Lebenau).
Prvi graščak in njegov rod se je imenoval von Ramenštajn (Rabenštajn). Zadnji v tem rodu je izumrl z Albertusom Ramenštajnom leta 1200. Zaradi poroke Ulrika Pegavski-Pfanberškega († 1249) z zadnjo žensko potomko Lebenauskih grofov je grad prišel do Pfanberških, predvsem pa do salzburških nadškofov, ki jim je grad pripadel leta 1300. Najemniki gradu Rabenštajn so bili večinoma v sporu in spopadu z menihi opatije sv. Pavla glede porazdelitve dohodka. Sčasoma so se grajski gospodarji zamenjali. Imeli pa so večinoma eno skupno stvar; bili so pogosto v sporu s  Šentpavelsko opatijo. Šlo je za posest, polja, travnike, gozdove in vinograde, druge dohodke in tlako kmetov pri dedovanju.
Vojvoda Henrik VI. Koroški po smrti Venčeslava III. leta 1306, in Rudolf, sta v naslednjem letu zahtevala Češko kraljevo krono. Vendar to ni bilo v interesu cesarja (vojvode)Albrehta I.. Zato je dal grad leta 1307 oblegati Otu Vivšniku in ga dokončno uničiti kot grajske posesti Rabenštajn, da bi ga ne mogli predati Albrehtu. Albreht je premoženje prepustil salzburškemu škofu Konradu IV. Fohnsdorfski, ki ga je poklical za svetovalca. Škof je grad takoj dal obnoviti in razširiti. Nazadnje je grad podelil v fevd  Burkardu II. iz Vanstorfa.
Leta 1461 je grajski kompleks kupil cesar Friderik III. Ko so Turki leta 1476 požgali trg Šentpavel, je grad ostal nepoškodovan. Cesar Maksimilijan I. je posest podedoval od svojega očeta. Leta 1514 ga je prodal Francu iz Ditrihštajna pri Weichselstädtu. Njegov sin, Seyfried  Ditrihštajnski iz Weichselstädta, je grad leta 1567 razširil v renesančno palačo. Trdnjava je naslednjih 60 let ostala v lasti aristokratske družine. Nato je začasno v lasti deželnega kneza, ki jo je bila prodana Hans Ulrik von Eggenberg, princu Eggenbergu, ki jo je nadalje prodal leta 1629.
Leta 1629 se je grad Rabenštajn vrnil v Šentpavelski opatiji kot zaželena last. Takratni opat Hieronymus Marchstaller v dokumentu iz leta 1240 omenja barokizirano kapelo. Novo zasnovana kapelica je bila posvečena štiri leta kasneje. Opat Marchstaller naj bi motilo dejstvo, da bi lahko z gradu s teleskopom pogledali v njegovo celico in ga opazovali. Ko je bil grad leta 1636 uničen v velikem požaru, je sum padel nanj, ravno zato, ker ni razen kapele ostalo skoraj nič. Po tem grad Rabenštajn ni bil obnovljen. Na steni nad vasjo so vidni ostanki treh zidov nekdanjega palacija iz 13. in 14. stoletja.
Po tem, ko je cesar Jožef II. Habsburško-Lotarinški v jožefinskih reformah leta 1787 ukinil Šentpavelski samostan, so ruševine pripadle Državnemu verskemu skladu. V 19. stoletju je posestvo Rabenštajn končno prišlo v zasebno last.